# 台克球
台克球（Teqball）是一项在類似乒乓球球桌的弧形桌上进行的球類運動，2012年起源自匈牙利，它结合了足球和乒乓球的元素。球员们可以用除了手臂和手以外的任何身体部位击打球。两名球员可以进行台克球单打比赛，四名球员之间可以进行台克球双打比赛。
由於桌面以球員前後方向弧起，故球員比賽時得時刻充分判斷計算球落到桌面各點之撞擊角度（入射角）與反饋角度（反射角）。